# Rayan Dutra
Rayan Dutra (nacido el 29 de marzo de 2002) es un gimnasta brasileño de trampolín sincronizado que representa a su nación en competiciones internacionales. Compitió en los Campeonatos Mundiales de Gimnasia en Trampolín en 2019, 2021, 2022 y 2023. 

## Carrera
A los 17 años, Dutra compitió en los Juegos Panamericanos de 2019, finalizando en el 5° lugar.
También llegó a la final del Campeonato Mundial de Gimnasia Trampolín 2021, en la modalidad de Trampolín Sincronizado, finalizando junto a su pareja en el 7° lugar. 
A finales de 2021, participando en los Juegos Panamericanos Junior, celebrados en Cali, obtuvo medalla de oro en individual, y plata en sincronizado.
Se sometió a una cirugía de espalda en junio de 2022. Cuatro meses después, en los Juegos Sudamericanos 2022, obtuvo medalla de plata en Individual.
En el Campeonato Panamericano de Trampolín y Tumbling 2023, celebrado en Monterrey, México, obtuvo la medalla de bronce en la modalidad individual, con un desempeño cercano al del medallista de plata. 
Al proclamarse campeón de Brasil en 2023, llamó la atención al obtener una puntuación de 57.770 en la final, que hubiera sido suficiente para clasificarse a la final del Mundial 2022 en el sexto lugar.
En los Juegos Panamericanos 2023, Rayan obtuvo dos medallas, plata en Individual y bronce en Sincronizado.
Rayan se clasificó para los Juegos Olímpicos de París 2024.  